# Eibau
Eibau  est une ancienne commune de Saxe (Allemagne), située dans l'arrondissement de Görlitz, dans le district de Dresde. Avec effet au 1er janvier 2013, elle a fusionné avec Niedercunnersdorf et Obercunnersdorf sous le nom de Kottmar.

## Géographie

### Communes limitrophes
|                       | Obercunnersdorf | Herrnhut |
| Ebersbach-Neugersdorf | Eibau           |          |
|                       | Leutersdorf     | Oderwitz |

## Économie

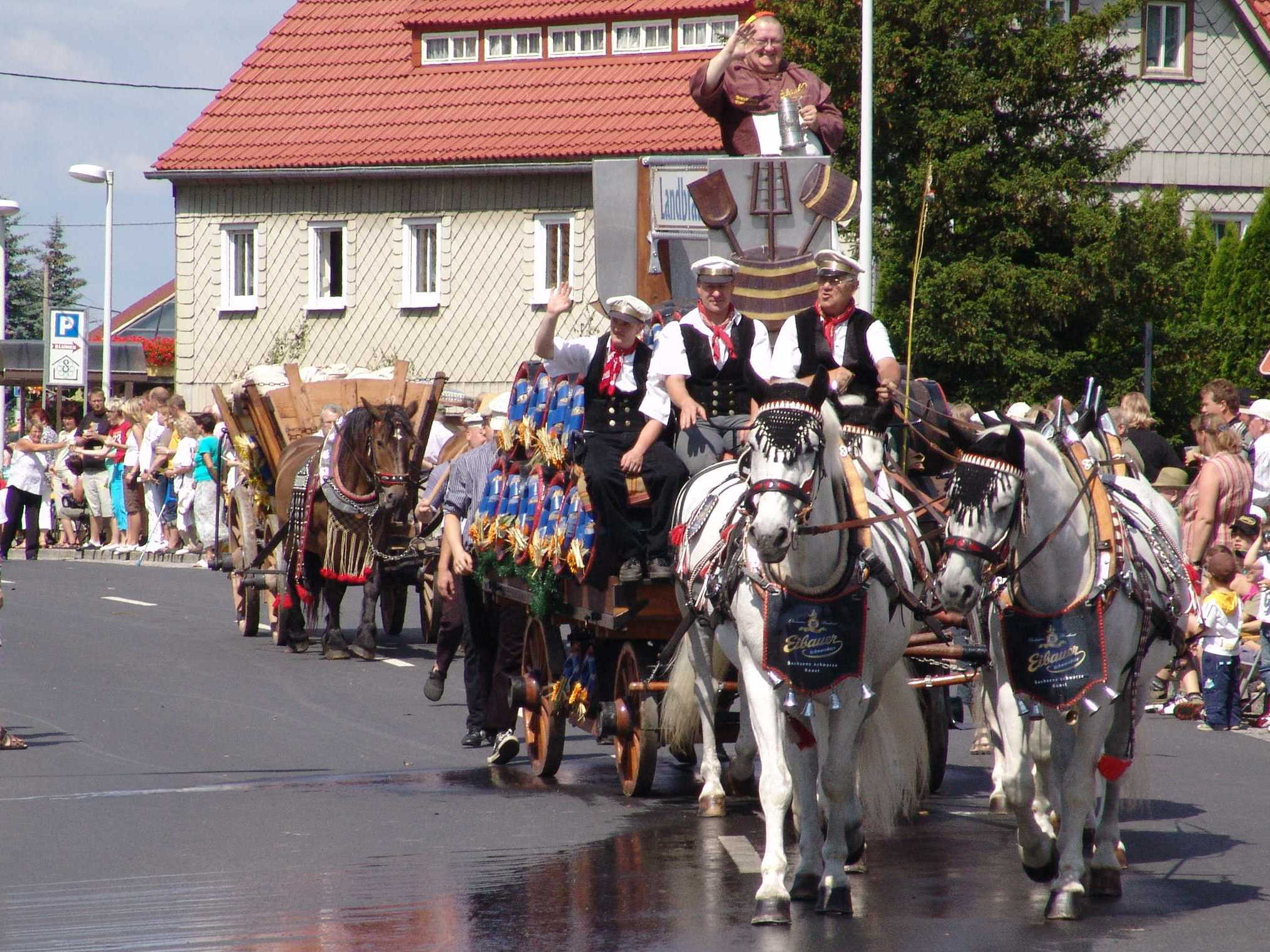
Fête de la bière 2008 à Eibau.

- Brasserie Privatbrauerei Eibau.